# Puelles
Puelles (oficialmente en asturiano Pueyes) es una parroquia española del concejo de Villaviciosa, en Asturias. Cuenta con una población de 162 habitantes (INE, 2020).

## Localidades
La parroquia está formada por las siguientes poblaciones:
- Arbazal, aldea
- Congares, casería
- La Granda, casería
- Luaria (Lluaria), casería
- Llaneces, aldea
- Peredal (El Peredal), casería
- Polledo (El Polléu), aldea
- Puelles (Pueyes), aldea
- La Rivera (La Ribera), lugar
- San Saturnino (Sanzornín), aldea
- Santi, aldea
- Valdediós, lugar
- Valeri, aldea
- Vallinaoscura, barrio
- Villarrica, aldea
- La Viña, aldea

## Demografía
| Gráfica de evolución demográfica de Puelles entre 2000 y 2020      |
|                                                                    |
| Población de derecho (2000-2020) según el padrón municipal del INE |

## Patrimonio
- Iglesia de San Bartolomé (Puelles)